# Auburn Speedster
Pour les articles homonymes, voir Auburn et Speed.
L’Auburn Speedster Boattail est une voiture de sport speedster-roadster du constructeur automobile américain Auburn, commercialisée de 1925 à 1937.

## Histoire
L'homme d'affaires industriel Errett Cord rachète la marque Auburn en 1924, pour en faire, avec Cord Automobile, Duesenberg, et Lycoming Engines, un des fleurons mythiques de l'industrie automobile mondiale des années 1930 (années folles), avec en particulier ce modèle Auburn Speedster Boattail. 

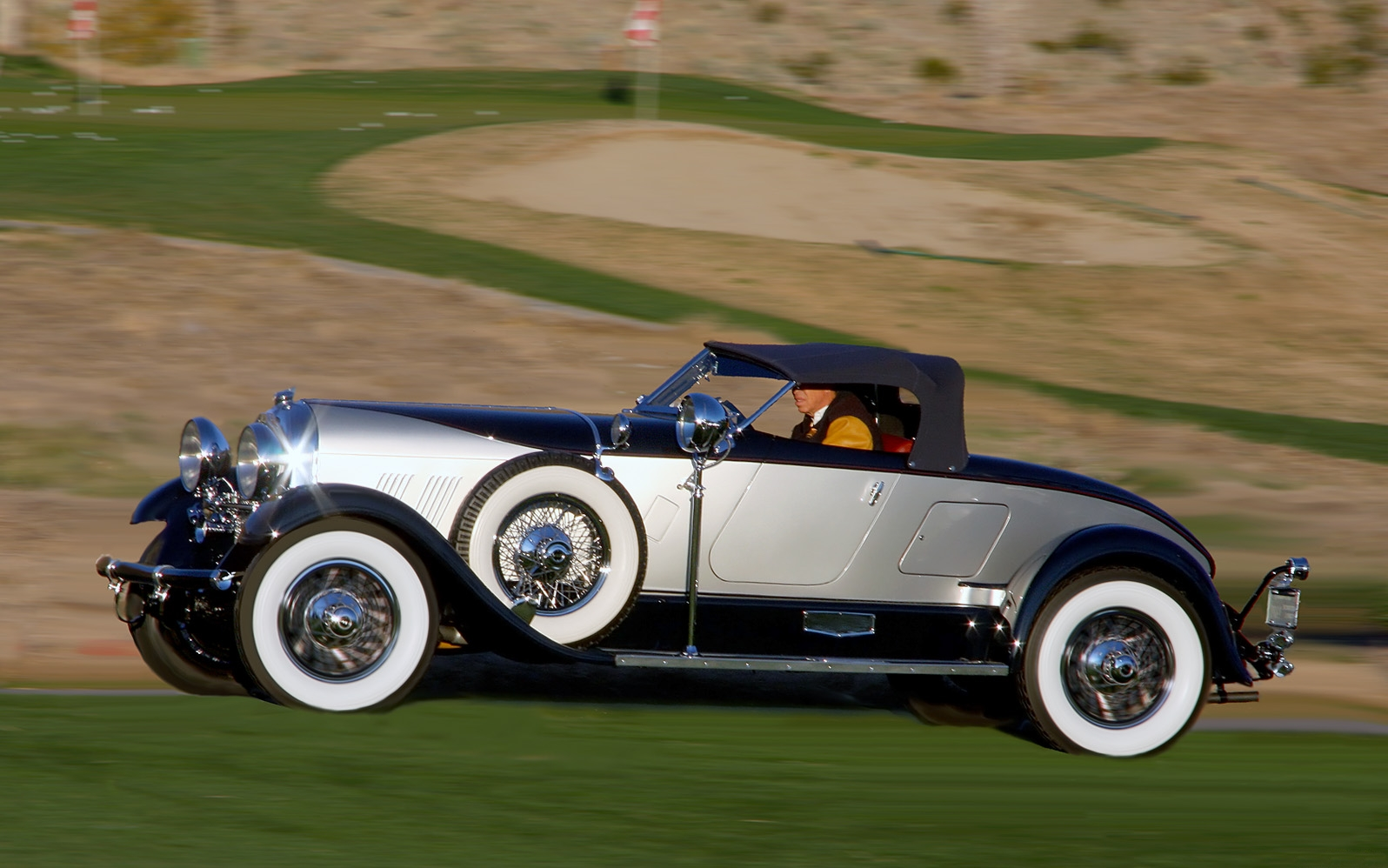
Speedster 8-120 (1929)
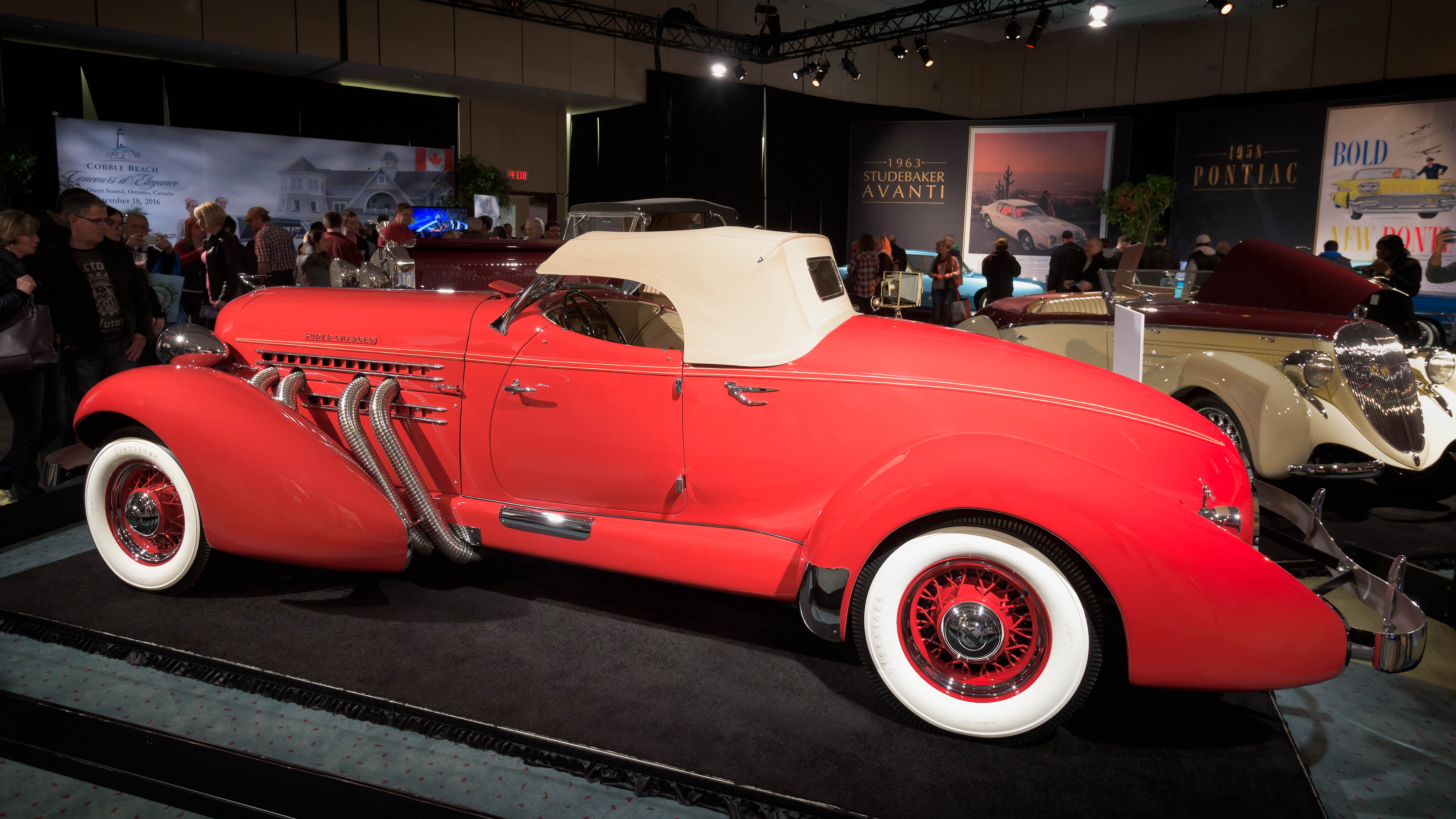
Speedster 851 SC (1935)
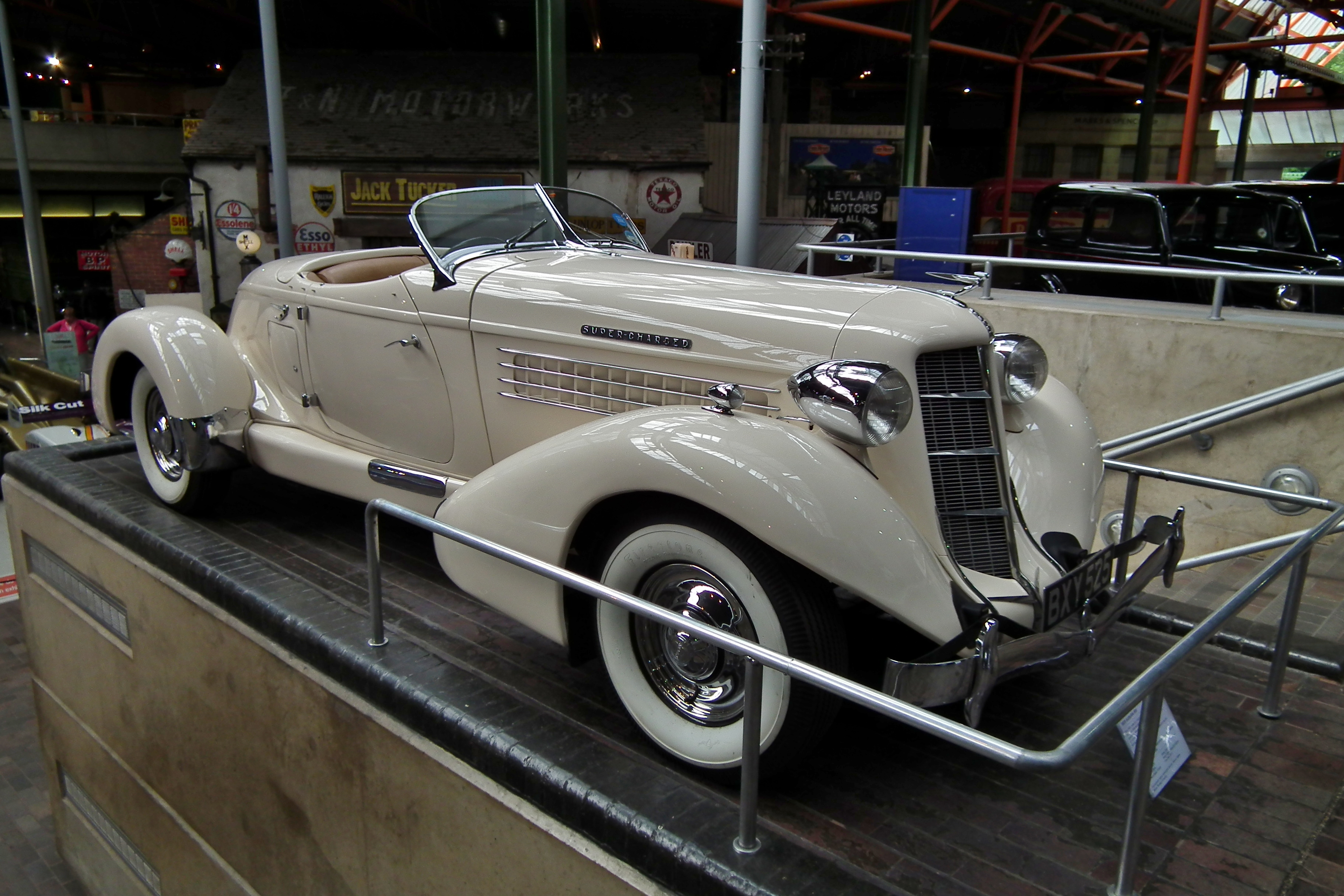
Speedster 852 (1935)

Cette voiture, malgré son prix bon marché relatif par rapport à la concurrence, ne put sauver la marque des difficultés de la Grande Dépression, et de la faillite en 1936.  

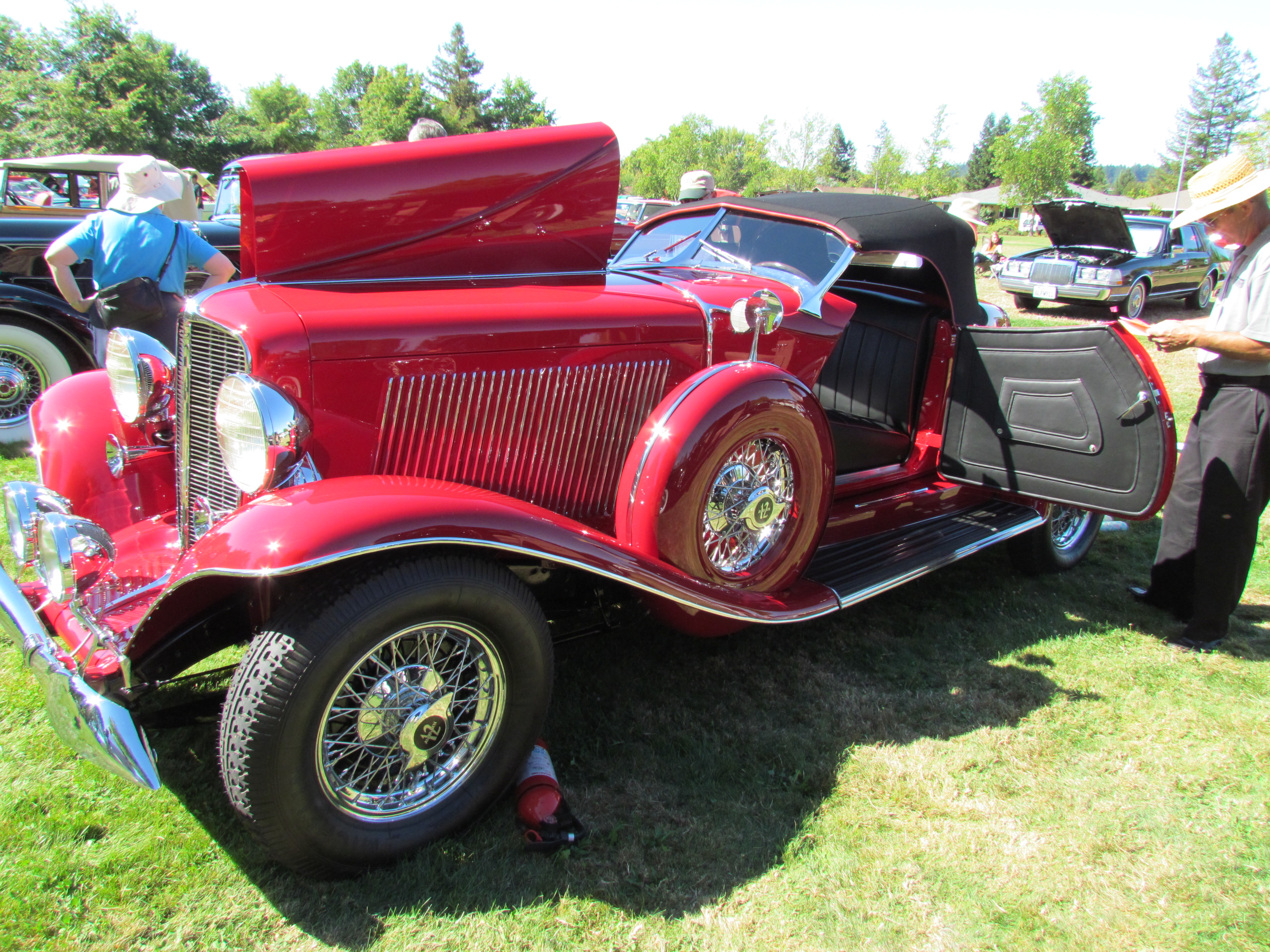
Speedster V12 (1933)
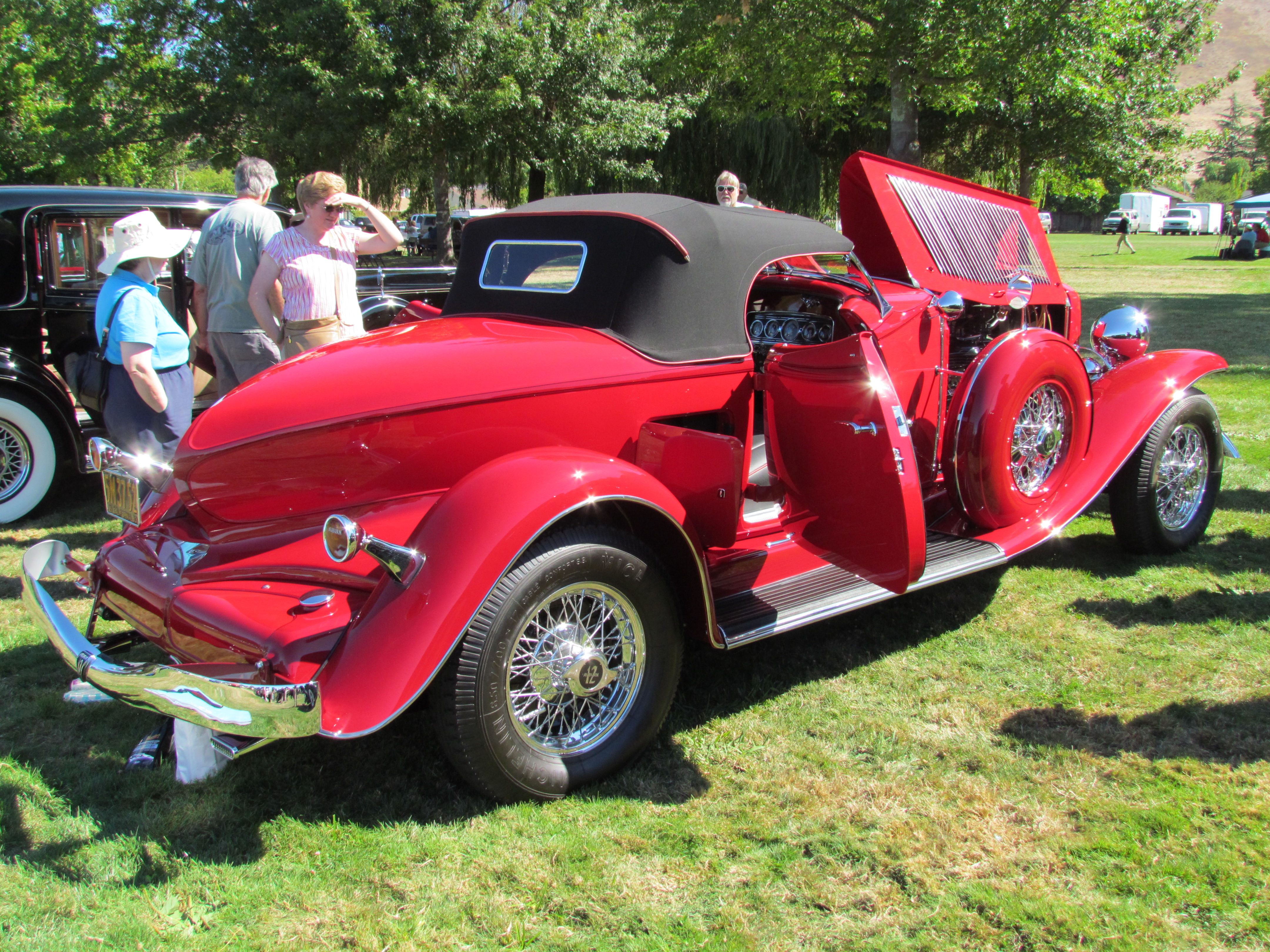
Speedster V12 (1933)
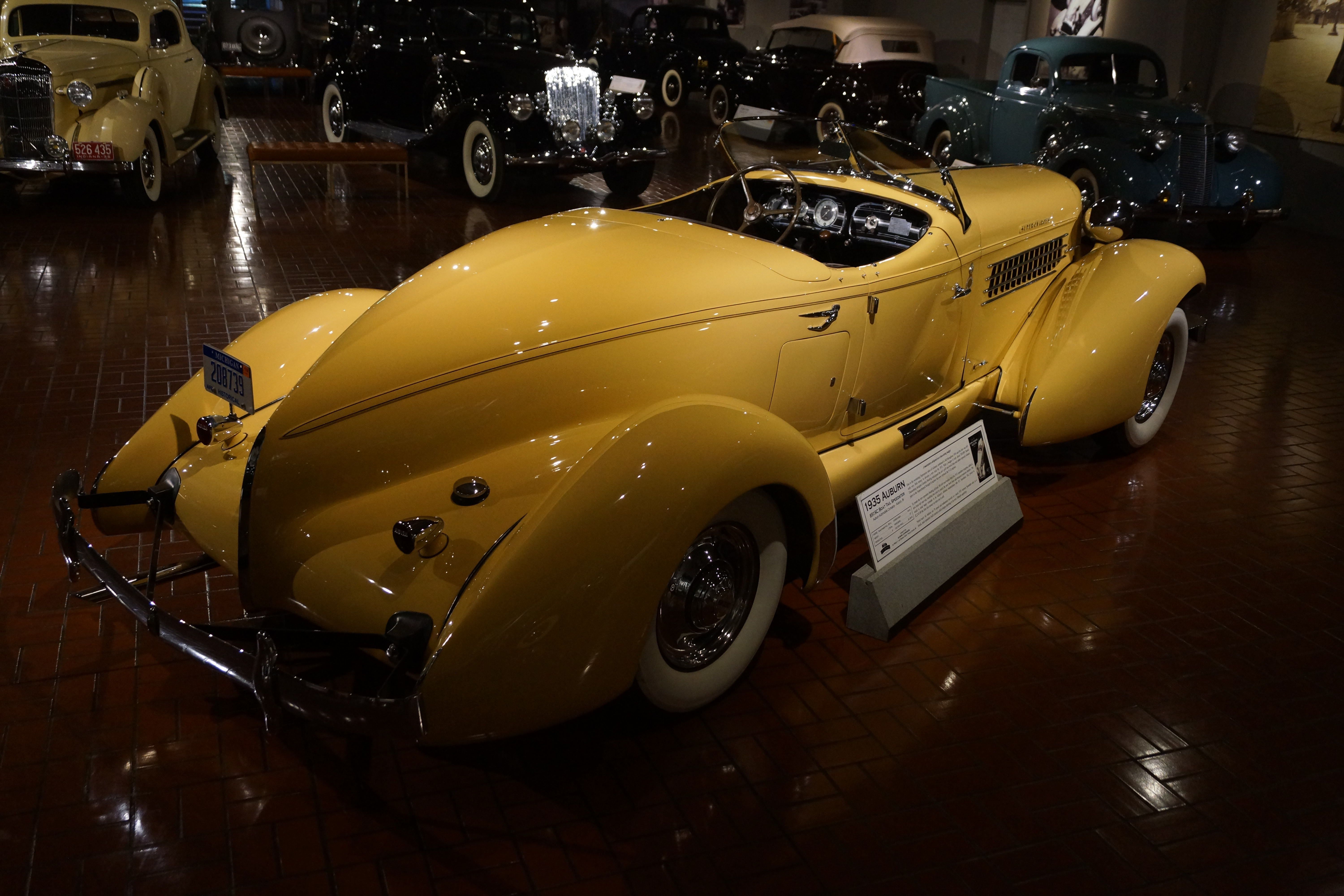
Speedster 851 SC (1935)

## Quelques modèles
- Speedster 8-88 - 88 ch
- Speedster 8-100 - 100 ch
- Speedster 8-115 - 115 ch
- Speedster 8-120 - 120 ch
- Speedster 8-125 - 125 ch
- Speedster 851-852

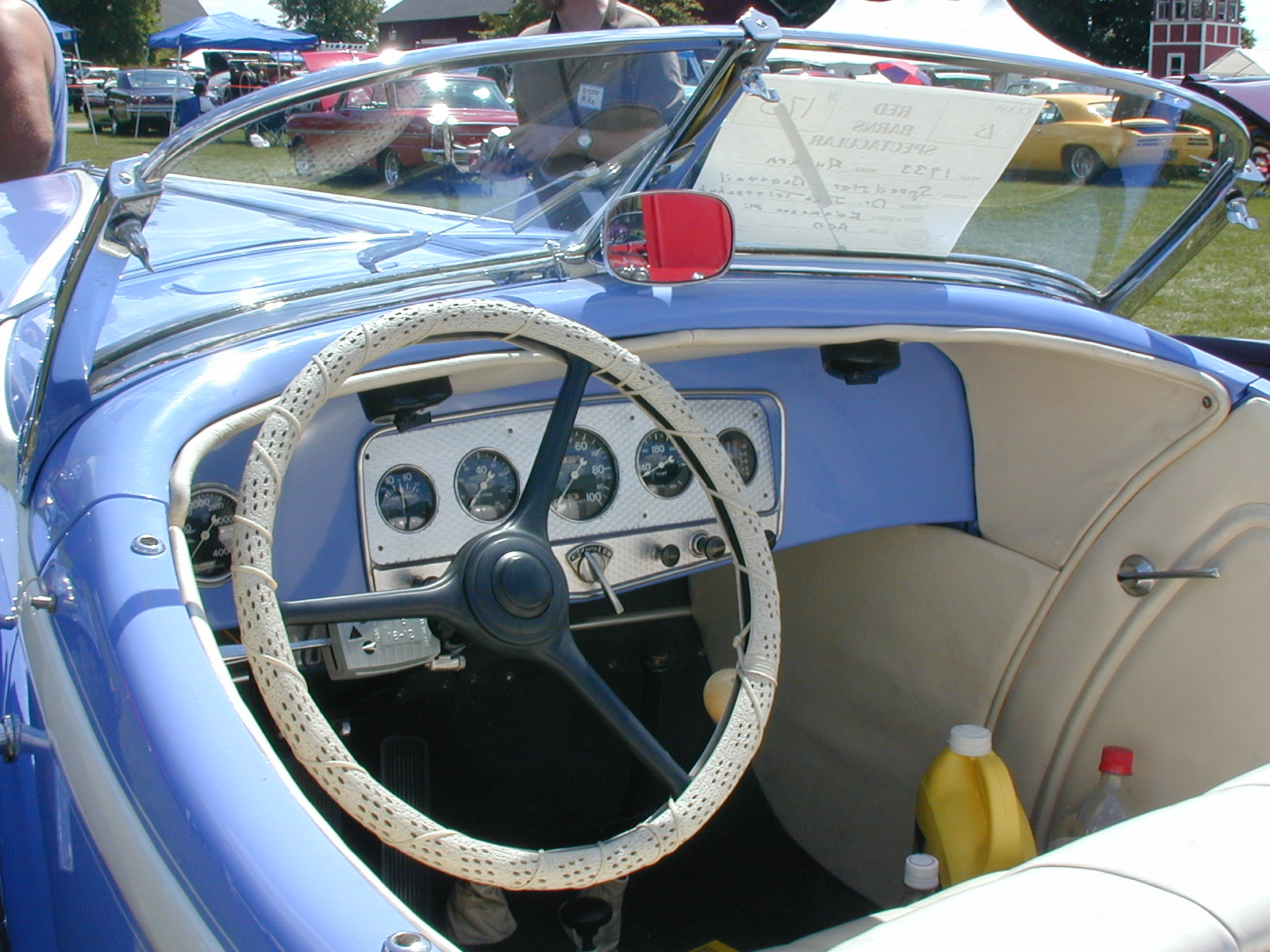
Tableau de bord

- Speedster Auburn-Ford V8 (répliques)

## Design

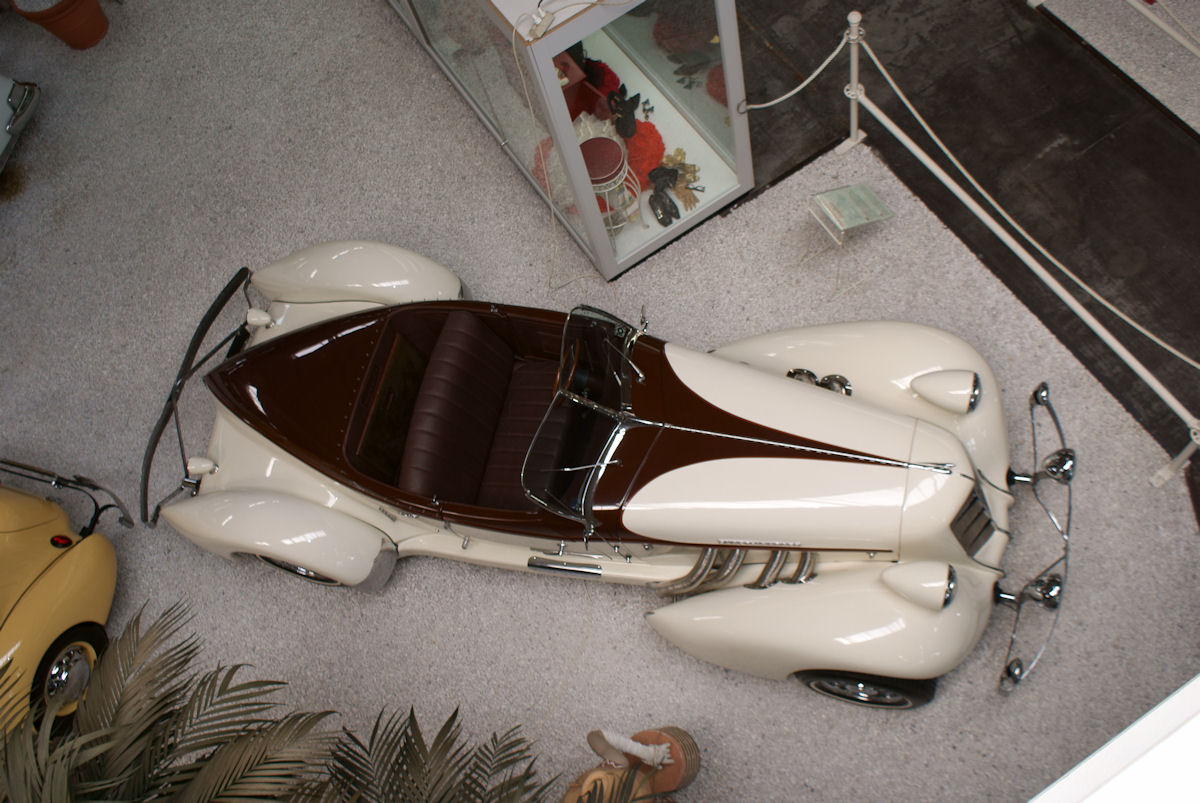

La carrosserie très aérodynamique, de style Streamline Moderne Art déco, est conçue par le designer russe Alexis de Sakhnoffsky (en), inspiré des Cord L-29 et Duesenberg J, avec une forme caractéristique arrière en forme d’os de seiche (ou boattail, en anglais) du designer Duesenberg Gordon Buehrig, inspirée des carrosseries runabout-Skiff des années 1910. La capote est repliée dans un hayon arrière intégré, et un petit compartiment latéral près des portières permet de ranger des petits bagages, dont un jeu de clubs de golf. Le long capot du moteur 8 cylindres en ligne (ou moteur V12) est surmonté par un bouchon de radiateur-ornithoptère de style Spirit of Ecstasy Rolls-Royce Art déco.

## Caractéristiques techniques

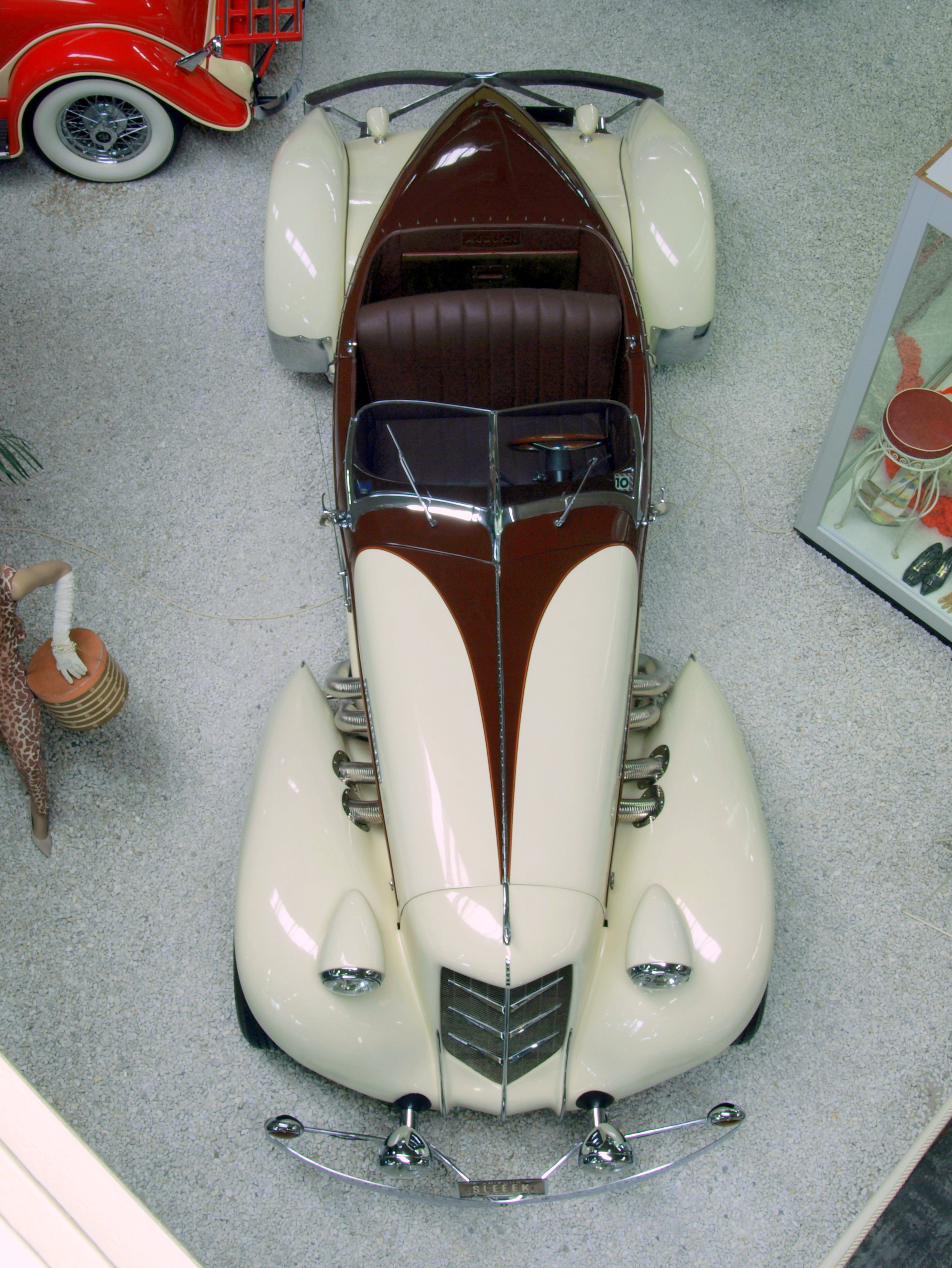
Speedster 852

La principale innovation technique des Auburn Speedster réside dans sa transmission, avec un choix par levier, entre des rapports courts ou longs. Ceci additionné à la boîte conventionnelle à trois vitesses fait de l’Auburn Speedster la première voiture américaine dotée de 6 vitesses.
Cette voiture à moteur d'avion Lycoming Engines est propulsée par quelques moteurs V12 de 6,4 L, ou par moteurs 8 cylindres en ligne de 4,7 L à soupapes latérales et compresseur (avec alésage de 77,8 mm, course de 120,7 mm, et ordre d’allumage est 1-6-2-5-8-3-7-4. Le rapport volumétrique de 6.2:1 permet d’atteindre une puissance de 150 ch à 4 000 tr/min, pour une consommation de 22,7 L aux 100 km en moyenne).
Le châssis est en échelle, et la carrosserie en acier est montée directement dessus, avec un poids total de 1 706 kg. Le freinage est assuré par quatre tambours Lockheed actionnés par une pompe hydraulique Bendix Corporation (en)

## Performances
Les performances de la Speedster sont remarquables pour l’époque, avec une vitesse de pointe de 173 km/h, pour un 0 à 100 km/h effectué en 10 s. Une plaque à l’intérieur de la voiture confirme que la voiture a dépassé les 160 km/h durant les essais.

## Répliques Ford
Quelques répliques d'Auburn Speedster mythiques les plus rares sont fabriquées ultérieurement sur châssis-moteur V8 Ford, éventuellement customisées, sous le nom « Auburn-Ford V8 Speedster ».

Quelques répliques Auburn-Ford V8 Speedster
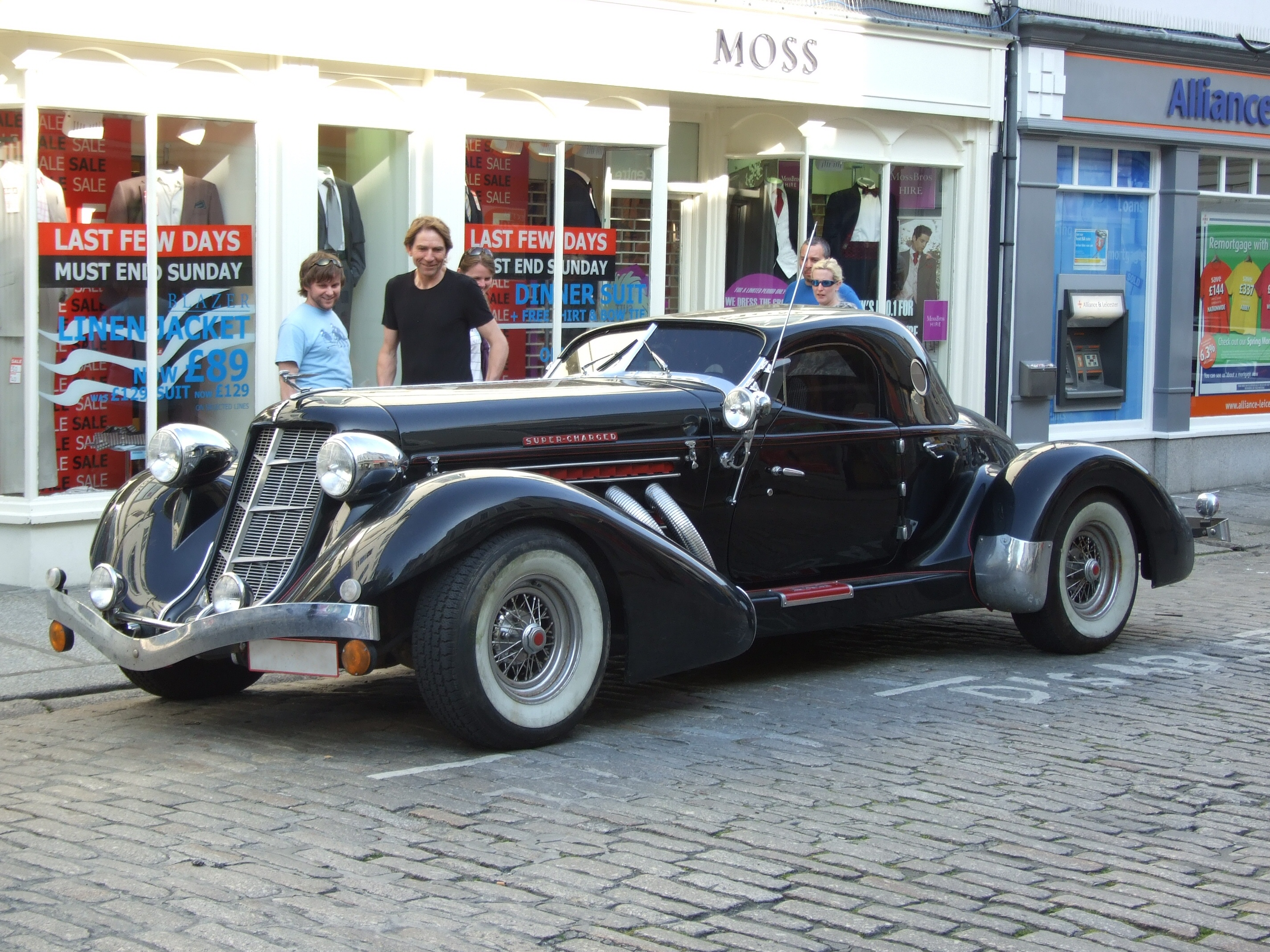
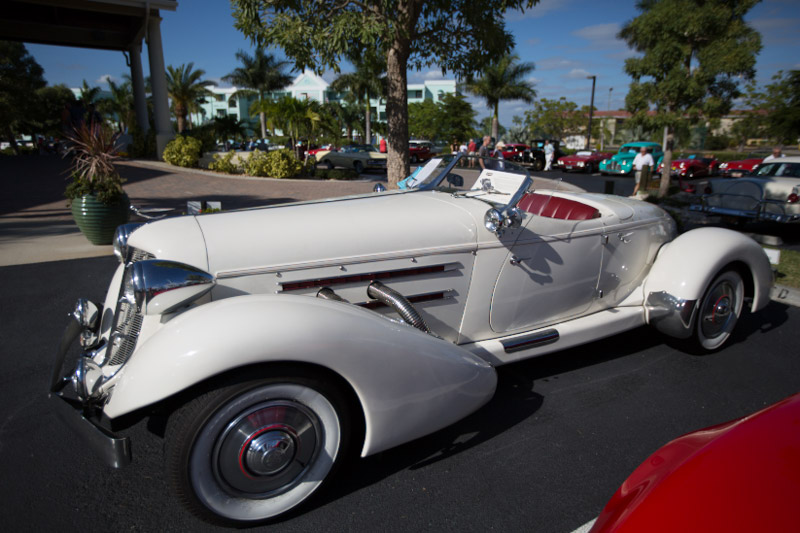
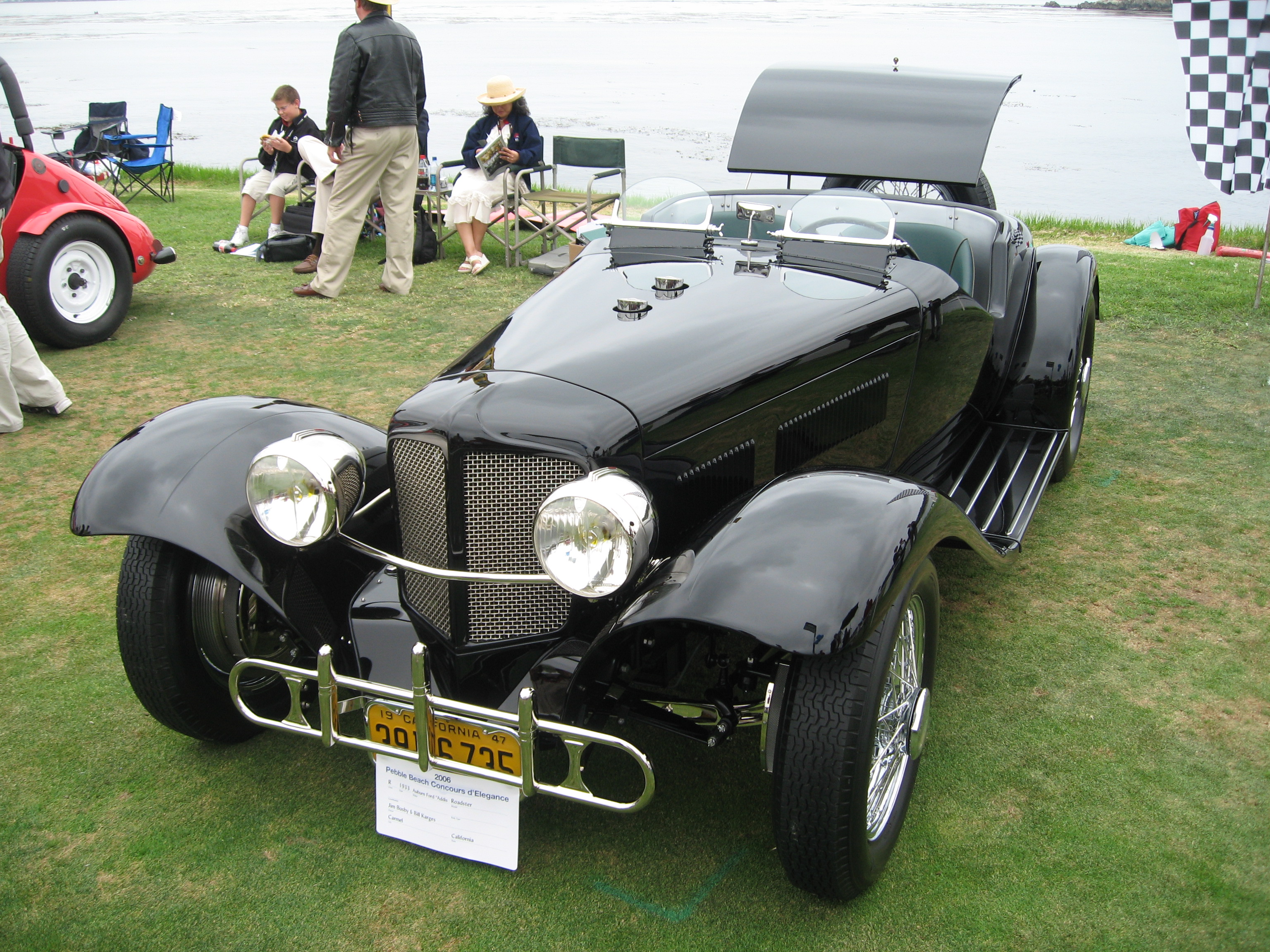
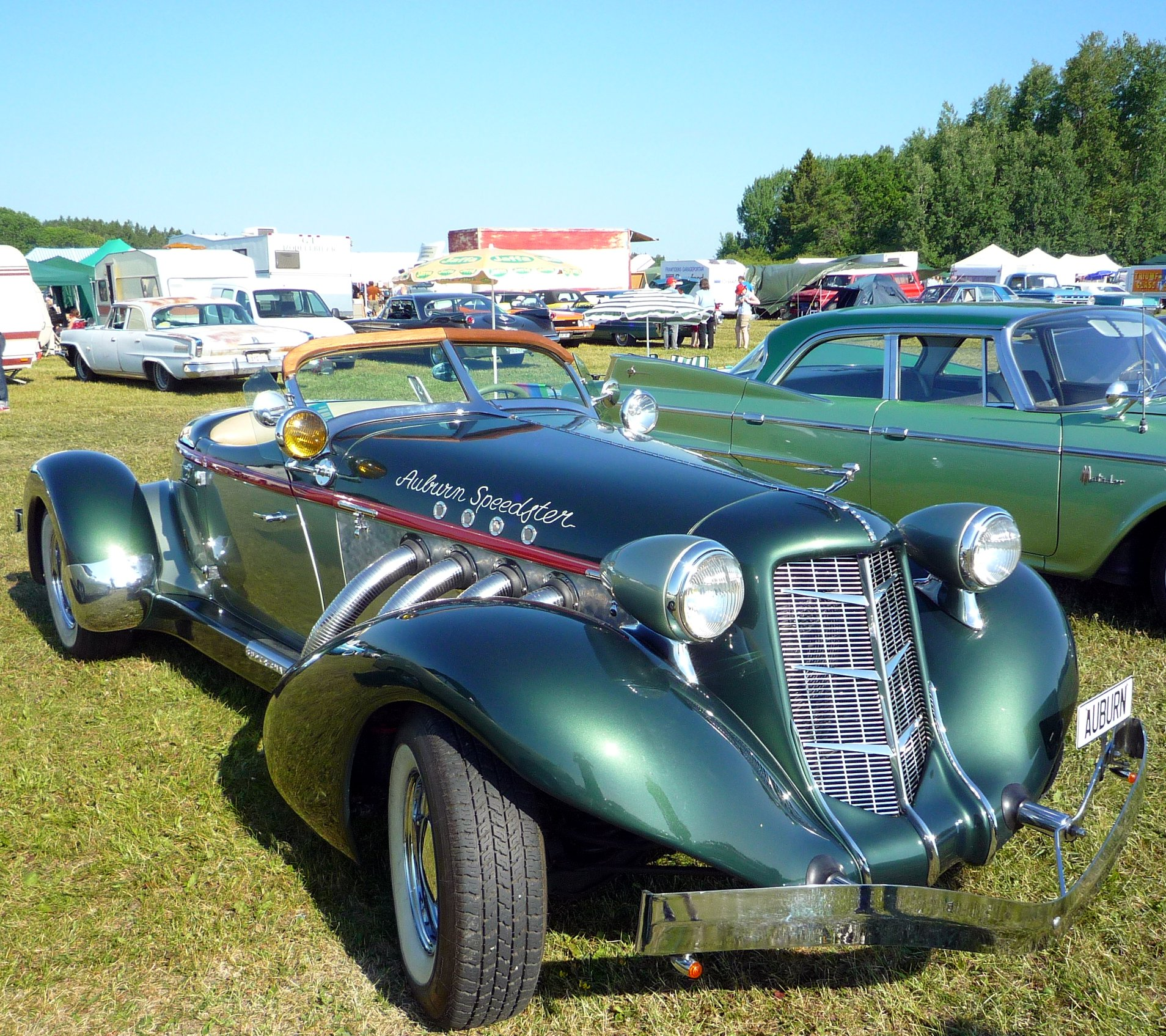
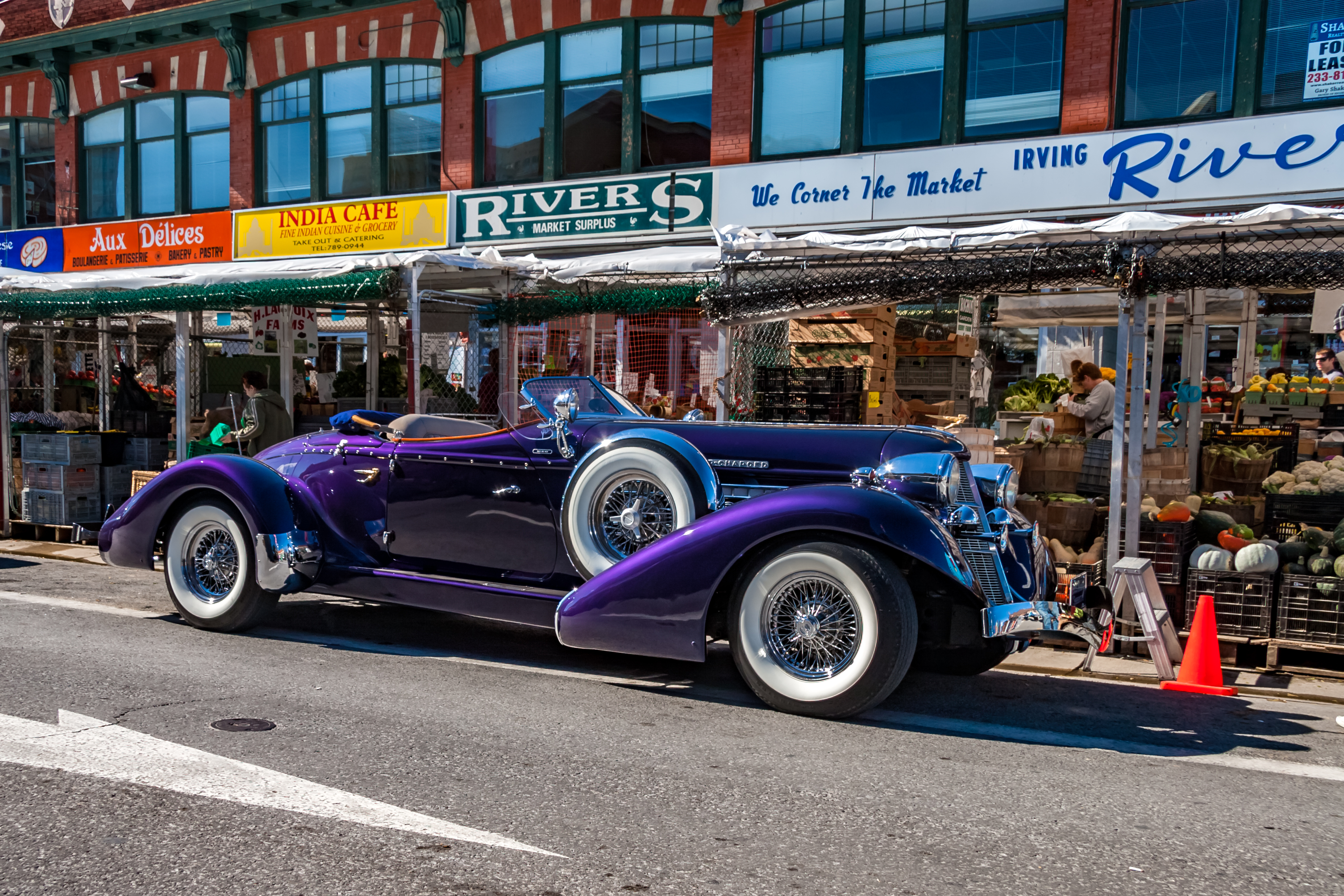

## Musée
- Auburn Cord Duesenberg Automobile Museum d'Auburn (Indiana) (sur le site industriel historique d'origine).

## Au cinéma
- 2013 : Gatsby le Magnifique, de Baz Luhrmann, dans une scène de course vers New York, entre une Auburn Speedster bleue pilotée par Jay Gatsby (Leonardo DiCaprio), et une Duesenberg SJ jaune[1].